# نزح المياه

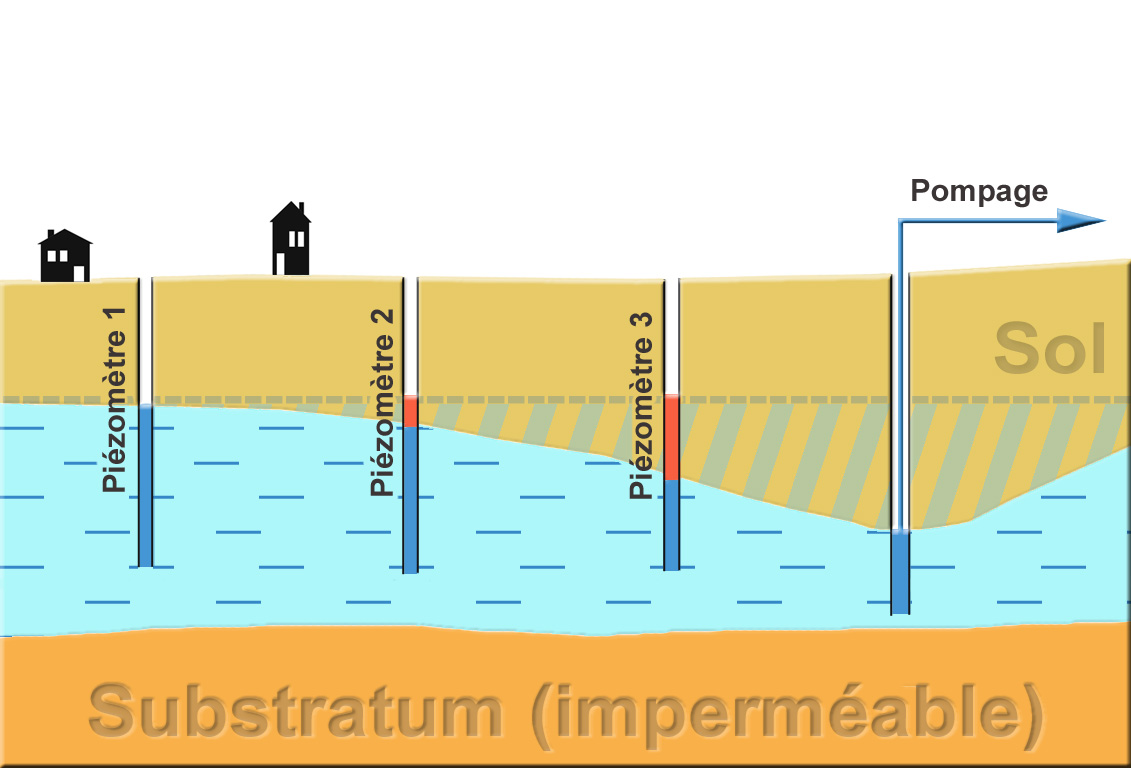

نزح المياه هو إزالة المياه من المواد الصلبة أو التربة عن طريق تصنيف الرطب، والطرد المركزي، والترشيح، وعمليات الفصل، مثل إزالة السائل المتبقي من كعكة الترشيح من قبل فلتر برس كجزء من العمليات الصناعية المختلفة.
إن نزح المياه في البناءمصطلح شائع يستخدم لوصف إزالة أو تصريف المياه الجوفية أو المياه السطحية من قاع النهر، أو موقع البناء، أو الأساس العمليق، أو عمود المنجم، عن طريق الضخ أو التبخر.